# Papandayan
Le Papandayan est un volcan situé au sud-est de la ville de Bandung, dans la province de Java occidental en Indonésie. Des fumerolles s'échappent de ses quatre grands cratères actifs. En 1772, une éruption a provoqué l'effondrement du flanc nord-est, causant une avalanche catastrophique de débris qui a fait près de 3 000 morts, et détruit 40 villages. L'éruption a scindé le volcan en deux, et il présente désormais l'apparence d'un double volcan. L'un des pics est appelé Papandayan ; l'autre, mont Puntang.

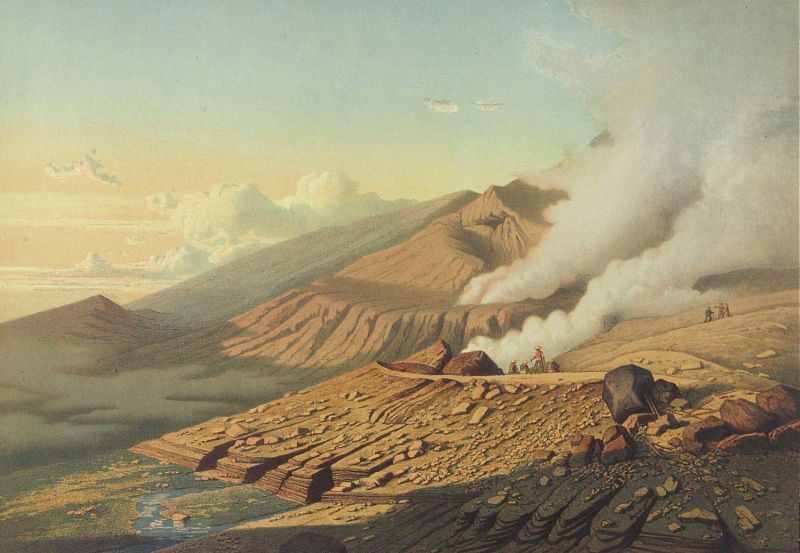
Lithographie de F. C. Wilsen montrant le cratère du Papandayan (1865-1876)